# Болтино (Нижньогородська область)
Болтино (рос. Болтино) — присілок в Вадському районі Нижньогородської області Російської Федерації.
Населення становить 223 особи. Входить до складу муніципального утворення Вадська сільрада.

## Історія
Від 2009 року входить до складу муніципального утворення Вадська сільрада.

## Населення
| 1999 | 2002 | 2010 |
| ---- | ---- | ---- |
| 183  | ↗199 | ↗223 |